# František Vážný
František Vážný (1. dubna 1868 Sviny – 9. března 1941 Brno) byl jeden z nejvýznamnějších právníků první Československé republiky. Proslulým se stal nejen jako soudce, druhý prezident Nejvyššího soudu, nebo jako teoretik v oblasti občanského práva procesního, ale i díky dlouholetému uspořádávání judikatury Nejvyššího soudu.

## Život

### Rakousko-Uhersko
Narodil se roku 1868 v jihočeských Svinech a vystudoval gymnázium v Českých Budějovicích. Poté v roce 1889 zamířil na pražskou právnickou fakultu, kterou vystudoval s vyznamenáním. Doktorem práv se stal 1. června 1896 při slavnostní promoci „sub auspiciis“, při níž sám přednášel. Už za studií sbíral jako auskultant praktické zkušenosti u soudu a ačkoli byl ze strany svých profesorů poté vyzýván, aby pokračoval ve vědecké činnosti, zvolil si soudnictví jako své životní poslání.
Roku 1897 vykonal soudcovské zkoušky a byl jmenován adjunktem u Vrchního zemského soudu v Praze, odkud v roce 1904 přešel k rakouskému Nejvyššímu soudu, kde mj. evidoval jeho judikaturu a mohl se tak s ní velmi podrobně seznámit. Ve Vídni pobyl deset let, při nichž také působil jako redaktor Österreichische Zeitschrift für Strafrecht, předseda spolku českých úředníků v Dolních Rakousích nebo místopředseda sokolské Národní rady Dolnorakouské. Poté už byl jmenován soudcem pražského vrchního zemského soudu, ale po vypuknutí první světové války se stal nadporučíkem auditorem u zeměbraneckého divizního soudu v Terezíně, kde soudil politické delikty civilních osob. Protože ale vynášel rozsudky, které zřejmě nebyly očekávány, byl roku 1916 převelen k polnímu soudu v Zamośći a až o rok později k justičnímu oddělení vrchního armádního velitelství. Sám o svém působení za války řekl: „Našima rukama šly zejména též všechny žádosti o milost a veškeré rozsudky smrti, pokud nebyly vyneseny náhlými soudy. Touto působností dána mi do rukou ohromná moc, poněvadž císař bez dalšího zkoumání naše návrhy podepisoval. Tak až do státního převratu umožněna mi působnost, jejíž výsledky jsou mou hrdostí a blahými vzpomínkami svědomí.“

### Československá republika
Po válce se vrací k Vrchnímu zemskému soudu v Praze, ovšem hned po vzniku Nejvyššího soudu je jmenován jeho soudním radou (soudcem), roku 1921 senátním prezidentem (předsedou senátu) a už o rok později druhým prezidentem (místopředsedou soudu), kterým byl až do roku 1935, kdy odešel do důchodu. Téměř celou tuto dobu se staral o vydávání sbírky nejdůležitějších rozhodnutí Nejvyššího soudu a právě proto díky němu existuje jeho ucelená judikatura. Kromě toho byl ale i předsedou dovolacího a rekurzního senátu pro občanské záležitosti pro Slovensko a Podkarpatskou Rus a referentem ve věcech zákonodárných. Mimo Nejvyšší soud působil jako místopředseda prvního ústavního soudu či jako člen vládní komise pro reformu civilního soudnictví.
Protože byl Nejvyšší soud umístěn do Brna a protože se František Vážný věnoval i teorii civilního procesu, začal ji přednášet na Právnické fakultě Masarykovy univerzity. Zde byl roku 1933 jmenován bezplatným řádným profesorem. Byl nicméně odpůrcem právního normativismu, který na této fakultě tehdy převládal. V Brně se také společensky angažoval, už roku 1922 byl zvolen předsedou Právnické jednoty moravské a roku 1926 se stal čestným členem Československého akademického spolku Právník.
Zemřel v roce 1941 na aterosklerózu a pochován je na brněnském ústředním hřbitově.

## Dílo a odkaz
František Vážný nese velkou zásluhu na tom, že byla pravidelně sbírána nejvýznamnější rozhodnutí prvorepublikového Nejvyššího soudu, která pak byla vydávána pražským Právnickým vydavatelstvím JUDr. V. Tomsa pod názvem Rozhodnutí nejvyššího soudu československé republiky ve věcech občanských a Rozhodnutí nejvyššího soudu československé republiky ve věcech trestních. Tyto sbírky judikátů jsou nazývané též jako „Vážného sbírka“. Právnická fakulta Masarykovy univerzity celou sbírku v roce 2015 digitalizovala. Roku 2022 byla po něm pojmenována velká jednací síň Nejvyššího soudu České republiky.
Kromě pořádání judikatury, tedy rozhodnutí v právní praxi, vydal i dvě teoretické práce:
- O ústrojí a příslušenství soudů, Brno: Československý akademický spolek Právník, 1926
- Pracovní soudy, Brno: Československý akademický spolek Právník, 1934